# Nathan Ross Margold
Nathan Ross Margold (Iași, 1899 - Washington, D.C., 17 de dezembro de 1947) foi um advogado estado-unidense nascido na Romênia. Ele era um juiz municipal em Washington, D.C., e foi o autor do Relatório Margold de 1933, feito para promover os direitos civis dos afro-americanos através das cortes judiciais. Ele também era um apoiador dos direitos civis dos nativo-americanos.